# 1987-es Formula–1 osztrák nagydíj
Az 1987-es Formula–1-es világbajnokság tizedik futama az osztrák nagydíj volt.

## Futam
Az osztrák nagydíjon Piquet indult a pole-ból, Mansell, Berger és Boutsen előtt. Johansson az edzésen nagy sebességnél elütött egy szarvast, de a versenyen el tudott indulni a svéd.
A rajtnál több versenyző Brundle autójának ütközött. A második rajtnál Mansell technikai probléma miatt lassan indult el, emiatt mögötte a mezőnyben többen összeütköztek. A harmadik rajtnál összesen hat versenyző indult a boxutcából. Senna a rajtnál nehezen indult el, de mindenki ki tudta kerülni, Piquet megtartotta a vezetést Boutsen, Berger, Mansell és Fabi előtt. A mezőny végén Senna, Prost és Alboreto elkzdett felzárkózni. Berger turbója meghibásodott, majd Boutsen állt ki váltóhiba miatt. Ezután a két Williams haladt az élen a harmadik Fabi előtt. A 21. körben Mansell a lekörözésekkor az élre állt, majd győzött csapattársa előtt. Az egymással harcoló Senna és Alboreto ütközött, Sennának emiatt vezetőszárnyat kellett cserélnie. Mivel kipufogócsövének problémája miatt Alboreto kiesett, Senna ötödikként végzett a harmadik Fabi és negyedik Boutsen mögött.
|         | Rsz. | Versenyző          | Csapat                 | Körök | Idő/Kiesések    | Rajthely | Pontok |
| ------- | ---- | ------------------ | ---------------------- | ----- | --------------- | -------- | ------ |
| 1       | 5    | Nigel Mansell      | Williams-Honda         | 52    | 1:18:44,898     | 2        | 9      |
| 2       | 6    | Nelson Piquet      | Williams-Honda         | 52    | + 55,704        | 1        | 6      |
| 3       | 19   | Teo Fabi           | Benetton-Ford          | 51    | +1 kör          | 5        | 4      |
| 4       | 20   | Thierry Boutsen    | Benetton-Ford          | 51    | +1 kör          | 4        | 3      |
| 5       | 12   | Ayrton Senna       | Lotus-Honda            | 50    | +2 kör          | 7        | 2      |
| 6       | 1    | Alain Prost        | McLaren-TAG            | 50    | +2 kör          | 9        | 1      |
| 7       | 2    | Stefan Johansson   | McLaren-TAG            | 50    | +2 kör          | 14       |        |
| 8       | 26   | Piercarlo Ghinzani | Ligier-Megatron        | 50    | +2 kör          | 18       |        |
| 9       | 10   | Christian Danner   | Zakspeed               | 49    | +3 kör          | 20       |        |
| 10      | 25   | René Arnoux        | Ligier-Megatron        | 49    | +3 kör          | 16       |        |
| 11 (1)  | 16   | Ivan Capelli       | March-Ford             | 49    | +3 kör          | 23       |        |
| 12 (2)  | 30   | Philippe Alliot    | Larrousse-Ford         | 49    | +3 kör          | 22       |        |
| 13      | 11   | Nakadzsima Szatoru | Lotus-Honda            | 49    | +3 kör          | 13       |        |
| 14 (3)  | 3    | Jonathan Palmer    | Tyrrell-Ford           | 47    | +5 kör          | 24       |        |
| Kizárva | 9    | Martin Brundle     | Zakspeed               | 48    | Kizárva         | 17       |        |
| HN      | 14   | Pascal Fabre       | AGS-Ford               | 45    | Helyezés nélkül | 26       |        |
| Kiesett | 7    | Riccardo Patrese   | Brabham-BMW            | 43    | Motorhiba       | 8        |        |
| Kiesett | 27   | Michele Alboreto   | Ferrari                | 42    | Turbó           | 6        |        |
| Kiesett | 8    | Andrea de Cesaris  | Brabham-BMW            | 35    | Motorhiba       | 10       |        |
| Kiesett | 17   | Derek Warwick      | Arrows-Megatron        | 35    | Motorhiba       | 11       |        |
| Kiesett | 18   | Eddie Cheever      | Arrows-Megatron        | 31    | Defekt          | 12       |        |
| Kiesett | 28   | Gerhard Berger     | Ferrari                | 5     | Turbó           | 3        |        |
| Kiesett | 23   | Adrián Campos      | Minardi-Motori Moderni | 3     | Elektronika     | 19       |        |
| Kiesett | 24   | Alessandro Nannini | Minardi-Motori Moderni | 1     | Motorhiba       | 15       |        |
| Kiesett | 21   | Alex Caffi         | Osella-Alfa Romeo      | 0     | Elektronika     | 21       |        |
| Kiesett | 4    | Philippe Streiff   | Tyrrell-Ford           | 0     | Baleset         | 25       |        |

## Statisztikák
Vezető helyen:
- Nelson Piquet: 20 (1-20)
- Nigel Mansell: 32 (21-52)

Nigel Mansell 11. győzelme, 9. pole-pozíciója, Nelson Piquet 21. leggyorsabb köre.
- Williams 37. győzelme.

Andrea de Cesaris 100. versenye.